# Serena Daolio
Serena Daolio (* 21. Juni 1972 in Carpi, Italien) ist eine italienische Sopranistin.

## Biografie
Sie studierte am Conservatorio di Musica Arrigo Boito in Parma und nahm bei Donatella Saccardi ihr Diplom entgegen. Nachdem sie dort ihr Diplom abgelegt hatte, vollendete sie ihre Ausbildung bei Virginia Zeani und gewann bei den Wettbewerben Masini und Zandonai den ersten Preis.
Für ihr Debüt im Jahr 2001 in La traviata in der Hauptrolle erhielt sie  den ersten Preis im Wettbewerb Primo Palcoscenico des Konservatoriums in Cesena.
Den Preis Renato Bruson nahm sie 2004 von Bruson persönlich entgegen.
Im Januar 2005 gewann sie den Primo Premio Assoluto der 42. Verleihung des Francisco-Viñas-Preises in Barcelona.
2007 hatte sie ihren bedeutendsten Auftritt mit Pagliacci im Teatro Real in Madrid unter der Regie von Giancarlo del Monaco.

## Auszeichnungen
- Francisco-Viñas-Preis
- Zandonai-Preis
- Danzuso-Preis
- Cappelli-Preis
- Alberto Pio-Preis
- Renato Bruson-Preis
- Premio Bacco dei Borbone, Festival della Valle d’Itria (2009)

## CDs
- Filippo Marchetti: Romeo e Giulietta
- Umberto Giordano: Marcella
- Antonio Cagnoni: Re Lear

## DVDs
- Umberto Giordano: Marcella